# Zentrum für Künstlerpublikationen
Das Zentrum für Künstlerpublikationen ist ein Bremer Archiv, zugleich eine Forschungseinrichtung und ein Ausstellungsort, das im Weserburg Museum für moderne Kunst auf dem Teerhof 20 angesiedelt ist. Seine  Aufgabe besteht darin, Künstlerpublikationen und damit in Zusammenhang stehendes Schriftgut seit den 1950er Jahren mit einem Schwerpunkt auf Europa zu sammeln, zu erhalten sowie als Kulturgut zu vermitteln.
Das Zentrum gehört zu einem internationalen Netzwerk von Museen, Universitäten und Forschungseinrichtungen. Dabei fungiert es als Vermittler kultureller Bildung, als Ort der Wissenschaftskommunikation und profiliert damit die geisteswissenschaftliche Forschung im Land Bremen. Es bietet etwa 80 Archive, Nachlässe, Fonds und Sammlungen, ein Bestand, der 1300 laufende Meter umfasst und 300.000 Kunstwerke von mehr als 3000 Künstlern birgt. Dazu gehören Künstlerbriefmarken, Künstlerbücher, aber auch Filme und Schallplatten bis hin zur Multimedia-Edition.

## Geschichte
Bereits bei der Gründung des Museums im Jahr 1991 entstand eine Sammlung. Die Konzeption des Gründungsdirektors Thomas Deecke und des für diese Sammlung zuständigen Gastkurators Guy Schraenen sah eine Sammlung von Künstlerbüchern vor. Sie sollte jedoch nicht in der Bibliothek, sondern  im Museum aufgebaut werden. Dafür wurde eine 250 m² große Ausstellungsfläche eingerichtet, bezeichnet als „Ein Museum in einem Museum“. Schraenen kuratierte mit seiner Assistentin Bettina Brach bis zum Jahr 2000 über 30 Ausstellungen und edierte eine 25 Ausgaben umfassende Katalogreihe.
1997 erhielt Anne Thurmann-Jajes den Auftrag, die Sammlung wissenschaftlich aufzuarbeiten. Guy Schraenen veräußerte das Archiv 1999 an das Museum, wobei sich die Landesregierung zu 50 % beteiligte. Den Rest finanzierte die KulturStiftung der Deutschen Bank, die Bundesregierung, die Karin und Uwe Hollweg Stiftung, der Knecht-Drenth Fonds / Prins Bernhard Cultuurfonds mit Sitz in Amsterdam, die MuseumsFreunde Weserburg sowie private Mäzene. 
Die etwa 40.000 Werke umfassende Sammlung Künstlerbücher wurde in Studienzentrum für Künstlerpublikationen und 1999 unter der Leitung von Thurmann-Jajes als selbstständige Abteilung des Neuen Museums Weserburg eingerichtet. 